# フェリッサ・ローズ
フェリッサ・ローズ（Felissa Rose、1969年5月23日 - ）は、アメリカ合衆国の女優。

## 出演作品
- サマーキャンプ・インフェルノ
- ロマンスに部屋貸します
- サバイバル・オブ・ザ・デッド
- 死霊の遺言
- Return to Sleepaway Camp
- ジュラシック・シティ
- ハロウィン2016
- ヴィクター・クロウリー/史上最凶の怪人
- トラウマ・ゲーム 恐怖体験アトラクション